# Strâmtoarea La Pérouse
Strâmtoarea La Pérouse (în rusă Пролив Лаперуза, Proliv Laperuza), sau Strâmtoarea Sōya în japoneză, este o strâmtoare care desparte insula Sahalin (Rusia) de insula Hokkaidō (Japonia) și face legătura dintre Marea Japoniei și Marea Ohotsk. 
Strâmtoarea are 94 km în lungime, o lățime minimă de 43 km, și o adâncime medie de 20–40 m, adâncimea maximă fiind de 118 m. O insulă mică stâncoasă, numită Kamen Opasnosti ("Piatra Pericolului" în rusă) se află în apele teritoriale ale Rusiei în partea de nord a strâmtorii. O altă insulă mică, Bentenjima, se află în partea japoneză a strâmtorii.
Strâmtoarea este denumit după Jean-François de Galaup, conte de La Pérouse, care a explorat canalul în 1787.

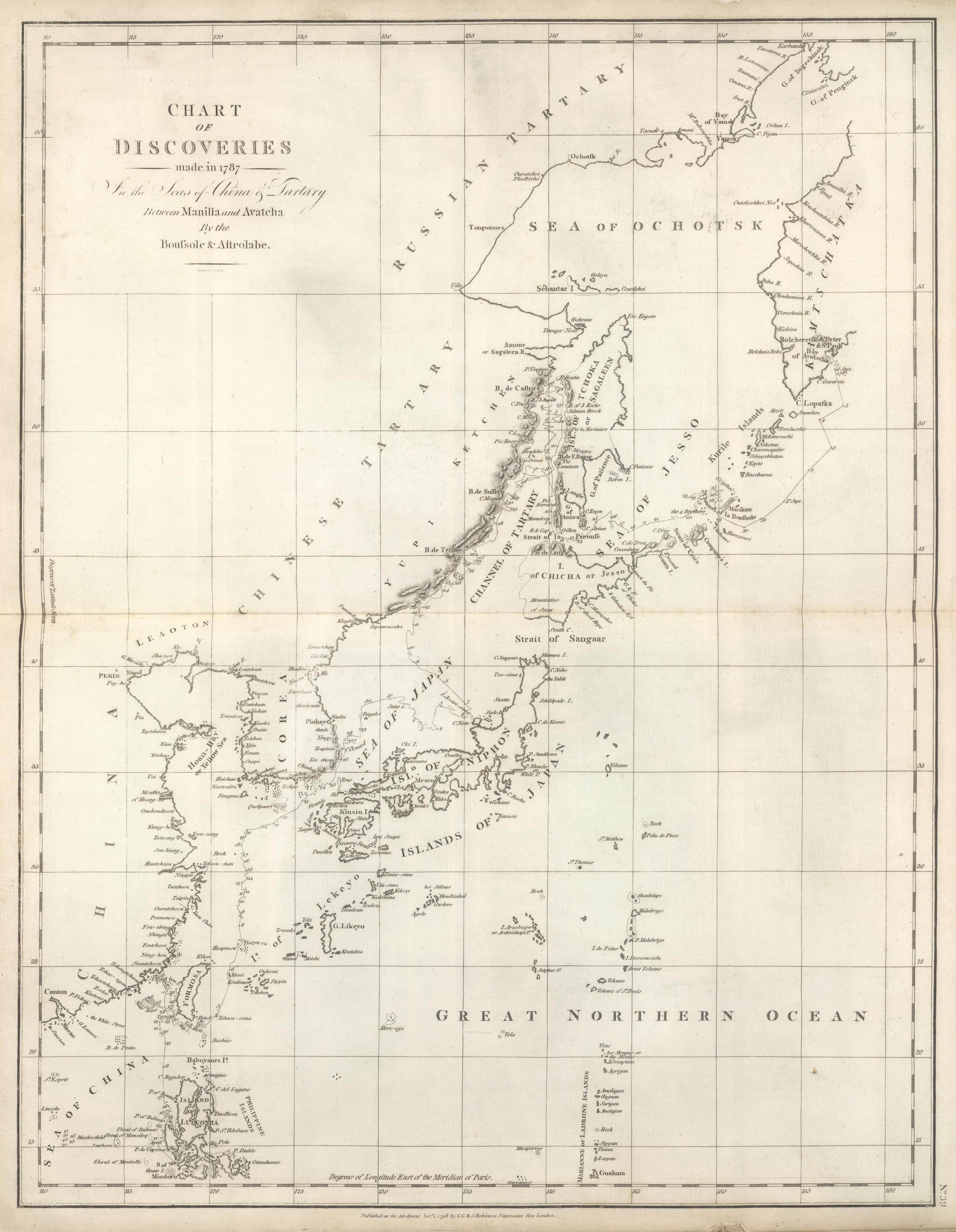
Strâmtoarea La Pérouse reprezentată grafic de însuși La Pérouse

Apele teritoriale ale Japoniei se extind pe trei mile marine în strâmtoarea La Pérouse, în loc de cele 12 obișnuite, după cum s-a raportat, pentru a permite navelor și submarinelor nucleare ale United States Navy să tranziteze strâmtoarea fără a viola interdicția armelor nucleare în apele teritoriale ale Japoniei.